# Педара
Педара (італ. Pedara, сиц. Pirara) — муніципалітет в Італії, у регіоні Сицилія, метрополійне місто Катанія.
Педара розташована на відстані близько 530 км на південний схід від Рима, 160 км на схід від Палермо, 12 км на північ від Катанії.
Населення — 14 070 осіб (2014).
Щорічний фестиваль відбувається другої неділі вересня. Покровитель — Maria SS. Annunziata.

## Демографія
Населення за роками:

Станом на 1 січня 2023 року в муніципалітеті офіційно проживало 199 іноземців з 38 країн, серед них 97 громадян країн Євросоюзу та 4 громадяни України.

## Сусідні муніципалітети
- Маскалучія
- Ніколозі
- Сан-Джованні-ла-Пунта
- Трекастань
- Треместієрі-Етнео
- Цафферана-Етнеа